# Scott Mills

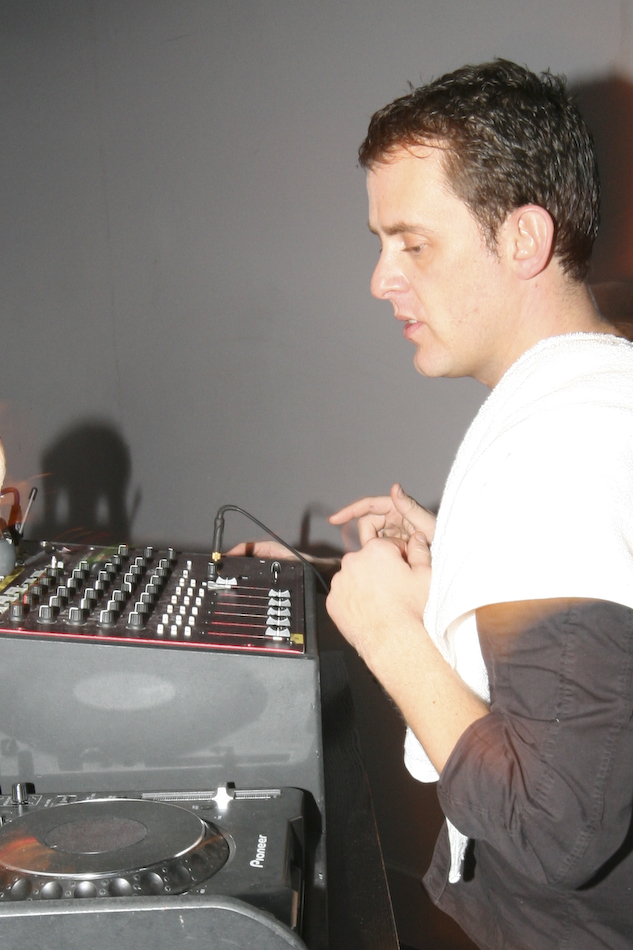
Scott Mills

Scott Robert Mills (* 28. März 1974 in Southampton) ist ein britischer Radio-DJ, Showmaster und Gelegenheitsschauspieler.
In Großbritannien erlangte er Bekanntheit durch seine Sendung Scott Mills Show auf BBC Radio 1.
Beim Eurovision Song Contest 2011 kommentierte er die Halbfinals, außerdem verlas er die Punkte aus Großbritannien beim ESC 2010 sowie 2012 bis 2014.

## Karriere
Mills begann seine Karriere mit 16 Jahren bei der privaten Rundfunkstation Power FM in Hampshire. Als Lohn für großartig produzierte Sendungen bekam er die Möglichkeit, den graveyard slot (1 Uhr bis 6 Uhr morgens) moderieren zu dürfen, was sein Sprungbrett zum Erfolg war. Dieser Erfolg machte ihn zum jüngsten Moderator im Mainstream Privatradio.

## Privates
Mills Eltern leben getrennt und traten beide in unterschiedlichen Abständen in seiner Sendung auf.
Gegenüber der Presse outete Mills sich 2001 als homosexuell, um Spekulationen durch die Regenbogenpresse vorzugreifen. Im Interview erklärte er: „I'd just like to be accepted as a normal bloke who is gay and is on the radio and the television.“(Ich möchte einfach als normaler Kerl akzeptiert werden, der schwul und im Radio und im Fernsehen ist.).
Für seine Leistungen erhielt Mills 2009 die Ehrendoktorwürde der Southampton Solent University.
Mit der Kampagne Global Cool kämpft Scott Mills gegen die globale Erwärmung.
2012 veröffentlichte Mills seine Biographie „Love you, bye!“

## Auszeichnungen
| Jahr | Veranstaltung             | Award                               | Ergebnis  |
| ---- | ------------------------- | ----------------------------------- | --------- |
| 2011 | Sony Radio Academy Awards | Music Radio Personality of the Year | nominiert |
| 2010 | Sony Radio Academy Awards | Music Radio Personality of the Year | Gold      |
| 2007 | Sony Radio Academy Awards | The Interactive Programme           | Bronze    |
| 2005 | Loaded Laftas             | Funniest DJ                         | Gewonnen  |